# Sonkatch
Sonkatch é uma cidade e uma nagar panchayat no distrito de Dewas, no estado indiano de Madhya Pradesh.

## Demografia
Segundo o censo de 2001, Sonkatch tinha uma população de 15,543 habitantes. Os indivíduos do sexo masculino constituem 51% da população e os do sexo feminino 49%. Sonkatch tem uma taxa de literacia de 69%, superior à média nacional de 59.5%: a literacia no sexo masculino é de 77% e no sexo feminino é de 61%. Em Sonkatch, 15% da população está abaixo dos 6 anos de idade.